# كارول هاير
كارول هاير (بالإنجليزية: Carol Heyer)‏ هي فنانة أمريكية، ولدت في 2 فبراير 1950.

## وصلات خارجية
- الموقع الرسمي